# Euro Hockey Challenge
Die Euro Hockey Challenge ist ein Wettbewerb der zwölf besten europäischen Eishockeynationalmannschaften. Sie wird seit 2011 jährlich vor Beginn der Weltmeisterschaft im April ausgetragen und gilt neben der Euro Hockey Tour als eine inoffizielle Eishockey-Europameisterschaft.

## Teilnehmer und Platzierungen
Teilnahmeberechtigt sind die besten zwölf europäischen Mannschaften der IIHF-Weltrangliste, die auch an der darauffolgenden Eishockey-Weltmeisterschaft teilnehmen.
|             | 2011 | 2012 | 2013 | 2014 | 2015 | 2016 | 2017 | 2018 |
| ----------- | ---- | ---- | ---- | ---- | ---- | ---- | ---- | ---- |
| Dänemark    | 9.   | 9.   | 9.   | 12.  | 6.   | 10.  | 12.  | 10.  |
| Deutschland | 6.   | 4.   | 10.  | 8.   | 7.   | 11.  | 6.   | 9.   |
| Finnland    |      |      |      |      |      |      |      |      |
| Frankreich  | –    | 11.  | 11.  | 11.  | 5.   | 12.  | 8.   | 8.   |
| Lettland    | 11.  | 7.   | 12.  | 7.   | 11.  | 7.   | 9.   | 12.  |
| Norwegen    | 10.  | 13.  |      | 9.   | 10.  | 9.   | 11.  | 7.   |
| Österreich  | 12.  | 8.   | –    | –    | –    | –    | –    | –    |
| Russland    | 8.   | 6.   | 8.   | 5.   | 8.   | 5.   | 7.   | 6.   |
| Schweden    |      | 5.   |      |      |      | 6.   | 5.   |      |
| Schweiz     | 4.   |      | 5.   | 4.   | 4.   | 4.   |      | 5.   |
| Slowakei    | 7.   | 12.  | 7.   | 6.   | 9.   | 8.   | 4.   | 4.   |
| Tschechien  |      |      | 4.   |      |      |      |      |      |
| Belarus     | 5.   | 10.  | 6.   | 10.  | 12.  |      | 10.  | 11.  |

## Modus

### Allgemeines
Während des Turniers absolviert jede Mannschaft acht (bis 2014: sechs) Spiele. Zwischen zwei Mannschaften werden in der Regel jeweils zwei Spiele innerhalb von zwei oder drei Tagen in einem Land ausgetragen. Alle Spiele werden in eine Tabelle aufgenommen.
Gespielt wird im Drei-Punkte-System, das heißt für einen Sieg bekommt die jeweilige Mannschaft drei Punkte, bei einem Overtime-Sieg zwei Punkte, bei einer Niederlage nach Verlängerung einen Punkt.

### 2011–2014
Es erfolgte eine Einteilung der Verbände in drei Pools anhand der IIHF-Weltrangliste. Dabei bildeten die ersten vier Teams Pool A, die nächsten sechs Teams Pool B und die zwei letzten Teams Pool C. Alle zwölf Teams wiederum wurden in zwei Gruppen A und B aufgeteilt. In der ersten Phase im April 2011 spielten zwei A-Pool-Mannschaften und eine C-Pool-Mannschaft der Gruppe A gegen drei B-Pool-Teams der Gruppe A. Zwei Pool-A-Mannschaften sowie eine Pool-C-Mannschaft der Gruppe B spielten gegen die drei weiteren Pool-B-Teams der Gruppe B. In der zweiten Saison 2011/12 wechselten die drei Pool-B-Teams jeweils die Gruppen.

## Die Turniere im Überblick
| Saison                           | Sieger        | 2. Platz         | 3. Platz             |
| -------------------------------- | ------------- | ---------------- | -------------------- |
| 2011                             | Finnland      | Schweden         | Tschechien           |
| 2012                             | Tschechien    | Schweiz          | Finnland             |
| 2013                             | Schweden      | Finnland         | Norwegen             |
| 2014                             | Schweden      | Finnland         | Tschechien           |
| 2015                             | Tschechien    | Schweden         | Finnland             |
| 2016                             | Finnland      | Belarus          | Tschechien           |
| 2017                             | Schweiz       | Finnland         | Tschechien           |
| 2018                             | Tschechien    | Finnland         | Schweden             |
| Turniermodus mit drei Divisionen |               |                  |                      |
| Saison                           | Division Nord | Division Zentrum | Division Kontinental |
| 2019                             | Schweden      | Tschechien       | Russland             |

### Medaillenspiegel
nach 8 Turnieren
| Rang | Land       | Goldmedaillen | Silbermedaillen | Bronzemedaillen | Gesamt |
| ---- | ---------- | ------------- | --------------- | --------------- | ------ |
| 1    | Tschechien | 3             |                 | 4               | 7      |
| 2    | Finnland   | 2             | 4               | 2               | 8      |
| 3    | Schweden   | 2             | 2               | 1               | 5      |
| 4    | Schweiz    | 1             | 1               |                 | 2      |
| 5    | Belarus    |               | 1               |                 | 1      |
| 6    | Norwegen   |               |                 | 1               | 1      |